# Þrándur mjögsiglandi Bjarnarson
No confundir con Þórður mjögsiglandi Björnsson
Þrándur mjögsiglandi Bjarnason (apodado Thrandur el gran navegante, n. 850) según la saga de Grettir fue un caudillo vikingo de las Hébridas, hijo de Helga, hermana de Öndóttur Erlingsson y segunda esposa de Bjarni Hrolfsson, por lo tanto medio hermano de Eyvind del Este. Fue parte implicada en la violencia desatada por el hersir Grímr cuando tras la muerte de Bjarni Hrolfsson reclamó la herencia en beneficio de Harald I de Noruega, asunto que desembocó en el asesinato de Öndóttur, momento que Þrándur aprovechó para viajar desde el archipiélago hasta Noruega y reclamar la herencia en su favor (de ahí viene su apodo). Allí fue declarado desleal a la corona y proscrito, por lo que se vio forzado a emigrar a Islandia donde fundó un asentamiento entre Þjórsár y Laxár, en Sandlækjar; tuvo su hacienda en  Þrándarholti.